# Trà đen

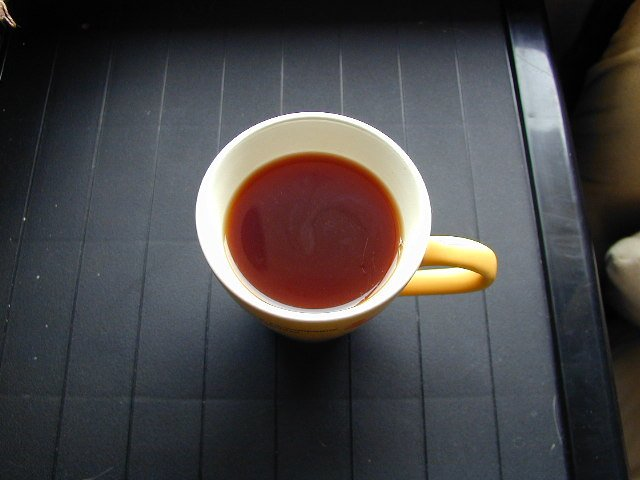
Hồng trà

Hồng trà (chữ Hán: 紅茶) hay Trà Đen là một loại trà. Thông thường, nó có vị mạnh mẽ hơn so với các loại khác của trà như trà xanh. Nó cũng có nhiều caffeine hơn. Tên gọi hồng trà (trà đỏ) bắt nguồn từ màu sắc của nước trà, được dùng phổ biến tại các nước Đông Á và một số nơi khác trên thế giới (có một loại trà khác cũng gọi là trà đỏ có chứa lá Rooibos). Đây là một mô tả tốt hơn về màu sắc của thức uống này. Nó đã được giao dịch rất nhiều vì có thể được bảo quản lâu hơn, trong khi trà xanh mất đi sự tươi mát của nó sau 12 đến 18 tháng, Trà Đen có thể được lưu trữ trong nhiều năm mà không bị mất hương vị của nó và là loại trà ưa thích ở phương Tây vì bảo quản lâu và chứa nhiều caffeine hơn.

## Sản xuất
Hầu hết trà được tiêu thụ ở phương Tây là loại Trà Đen, sản xuất bằng cách sử dụng "chính thống" hoặc quá trình "CTC" hai phương pháp sản xuất phát triển bởi người Anh trong thế kỷ thứ mười chín.

### Phương pháp chính thống
- Làm khô (18-32 giờ): loại bỏ một phần độ ẩm trong lá tươi.
- Cuộn (30 phút): cuộn lá, điều này có tác dụng phá vỡ các tế bào của lá enzym có sẵn cho quá trình lên men tốt hơn.
- Lên men (1-3 giờ): lá được đưa vào môi trường ấm áp và ẩm ướt
- Sấy khô (20 phút): để ngăn chặn quá trình lên men, lá chịu nhiệt độ 90 °C.
- Sàng: Lọc lá và đóng gói chúng.

### Phương pháp CTC
Quá trình CTC (viết tắt:Crush, Tear, Curl) xay, băm nhỏ và đóng gói sau khi được cắt nhẹ, sấy hơi héo và nghiền tan nát bởi các xi-lanh có lưỡi kim loại, sau đó được trộn trong một ghoogi (thùng tự quay).
Có những biến thể của phương pháp này, các loại Trà Đen được phổ biến rộng rãi nhất thế giới.
Thông thường, các thương nhân trộn lá cắt nhỏ từ các đồn điền khác nhau (lên đến 70 đồn điền) để có được một hương vị trà chính xác cho các sản phẩm đưa ra thị trường.

## Chuẩn bị
Pha Trà Đen trong một ấm trà với nước sôi (95 °C) trong 3-4 phút. Trà pha xong thường rất đặc, được thường xuyên bổ sung sữa và đường vào khi uống, đặc biệt là ở Anh và Ấn Độ.

## Các nơi cung cấp Trà Đen
- Kenya
- Nepal
- Burundi
- Tunisia
- Rwanda
- Việt Nam
- Philippines

## Biến thể

### Trung Quốc
Lapsang Souchong là Trà Đen của Trung Quốc sản xuất tại tỉnh Phúc Kiến. Lá của nó được đặt trên một ngọn lửa của cây vân sam, cây bách, cung cấp cho chúng một hương vị khói nhiều hơn hoặc ít rõ ràng hơn.
Keemun là một trà nổi tiếng Trung Quốc sản xuất ở tỉnh An Huy.
Trà Đen thật chưa qua trộn lẫn, thường mang tên của vùng xuất xứ của chúng như trên, ngoài ra còn: Vân Nam, Vân Nam Imperial, Tarry souchong sản xuất tại Đài Loan,...

### Ấn Độ hay Sri Lanka
Tại Ấn Độ, những khu vườn chính được đặt tại Assam, Sikkim, Darjeeling và Nilgiri, là những khu vực nơi có tổ chức cao. Nằm dưới chân của dãy Himalaya, bạn có thể tìm thấy khu vườn Samabeong nổi tiếng. Cây trà bị khí hậu khắc nghiệt làm sự tăng trưởng lá chậm lại. Bằng cách này, nó có thể cho các loại trà khác nhau hoàn toàn, ngay cả khi chúng được sản xuất trong cùng một vùng. Không giống như các nơi khác ở đất nước này, khu vực của Chính thống giáo ở phía bắc vẫn còn sử dụng một quá trình cho hầu hết các loại cây trồng của mình. Ngoài ra ở độ cao, phương pháp sản xuất chất lượng các khu vườn khác của Darjeeling cũng rất phổ biến, như Gopaldhara hoặc Avongrove.
Các loại trà từ Sri Lanka (thường được gọi là Ceylon hay Tích Lan) nói chung là tốt.

## Chế biến
Trà Đen thường được pha trộn và trộn lẫn với nhiều loại cây khác để có được một đồ uống.
| Blend                        | Mô tả |
| ---------------------------- | --- |
| Trà Bá Tước                  | Trà Đen với dầu của Cam Bergamot được cho là loại Trà Đen tốt nhất được biết đến ở phương Tây.Nó còn được gọi để được kết hợp với hương vị của hoa hồng hoặc hoa sen.                                 |
| Trà dùng trong bữa ăn sáng   | Nguyên chất, vị mạnh mẽ, dùng pha trộn với sữa và đường. |
| Trà dùng trong bữa trà chiều | Được ép từ phần thân trung,trà Assam và Kenya đậm được pha trộn với trà Tích Lan tạo vị tươi sáng và sảng khoái.                                                                                      |
| Trà ăn sáng của Ireland      | Đó là một sự pha trộn của các loại Trà Đen: thường xuyên nhất là trà Assam và ít thường xuyên hơn là các loại Trà Đen khác.                                                                           |
| Masala chai                  | Kết hợp Trà Đen, gia vị, sữa, và chất tạo ngọt như đường hoặc mật ong,là nước giải khát truyền thống của Ấn Độ đã được điều chỉnh phù hợp ở phương Tây với những thay đổi trong phương pháp chuẩn bị. |

Tại Hoa Kỳ, trái cây họ cam quýt như cam chanh, hoặc dạng xông khói tương ứng của chúng, thường được sử dụng để tạo ra các loại Trà Đen có hương vị đặc trưng, đôi khi kết hợp với các loại gia vị (chẳng hạn như quế). Những sản phẩm này có thể dễ dàng nhầm lẫn với các loại trà thảo mộc làm từ cam, chanh,...các sản phẩm thảo dược này nói chung sẽ được dán nhãn là có không có caffeine, trong khi đó, sản phẩm Trà Đen có chứa caffeine.